# Guerra di successione antiochena
La guerra di successione antiochena fu un conflitto avvenuto nella zona della Siria settentrionale tra il 1201 e il 1219 ed esplosa al momento della morte di Boemondo III di Antiochia. Il principato di Antiochia era la principale potenza cristiana della regione dall'ultimo decennio del XII secolo, ma la Cilicia armena gli contendeva la supremazia. La presa dell'importante fortezza di Bagras in Siria da parte di Leone II di Cilicia portò al prolungamento del conflitto già alla fine del XII secolo. Leone tentò di conquistare Antiochia, ma i signori locali formarono un comune e prevennero ai soldati armeni di occupare la città. Il figlio primogenito di Boemondo III, Raimondo, morto nel 1197, aveva lasciato un figlio infante, Raimondo Rupeno. La madre del ragazzo, Alice di Armenia, era nipote di Leone I e sua erede presunta. Boemondo III ed i nobili antiocheni confermarono il diritto di successione di Raimondo Rupeno al trono di suo nonno in Antiochia, ma il comune gli preferì il figlio minore di Boemondo III (zio di Raimondo Rupeno), Boemondo, Conte di Tripoli.
Boemondo di Tripoli assediò Antiochia senza incontrare resistenza dopo la morte di suo padre nell'aprile del 1201, ma molti nobili lasciarono il principato per cercare rifugio in Cilicia. Leone invase il principato di Antiochia quasi ogni anno dal 1201 al 1208, ma dovette ritornare nel suo regno ad ogni occasione dal momento che Az-Zahir Ghazi, emiro ayyubide di Aleppo, o Kaykaus I, Sultanato di Rum selgiuchide razziò la Cilicia in sua assenza. papa Innocenzo III inizialmente supportò Leone. Ad ogni modo, il conflitto tra Leone ed i Cavalieri Templari su Bagras portò alla scomunica di Leone nel 1208. Durante gli anni successivi, Leone catturò nuove fortezze in Siria, abbandonandole nel 1213 come parte degli sforzi per migliorare le sue relazioni con la Santa Sede. Cogliendo l'occasione dell'isolamento di Boemondo IV, Leone entrò ad Antiochia aiutando Raimondo Rupeno ad assediare il principato nel 1216. Leone abbandonò Bagras ed perse le fortezze armene del nord presso i monti Tauri a favore dei selgiuchidi. Raimondo Rupeno alzò le tasse, fatto che lo rese impopolare ad Antiochia. Le relazioni con Leone divennero sempre più tese, permettendo a Boemondo IV di riprendere Antiochia nel 1219. La guerra contribuì all'indebolimento degli stati cristiani nella Siria settentrionale.

## Antefatto
Dopo che Saladino, sultano ayyubide di Siria ed Egitto, ebbe distrutto il Regno di Gerusalemme alla fine degli anni ottanta del XII secolo, il principato di Antiochia divenne la principale potenza cristiana nella Siria settentrionale. Dal 1186 Leone I di Cilicia, aveva già riconosciuto la sovranità di Boemondo III di Antiochia, ma le loro relazioni divennero sempre più tese per i continui prestiti che Boemondo chiedeva a Leone senza restituirli.

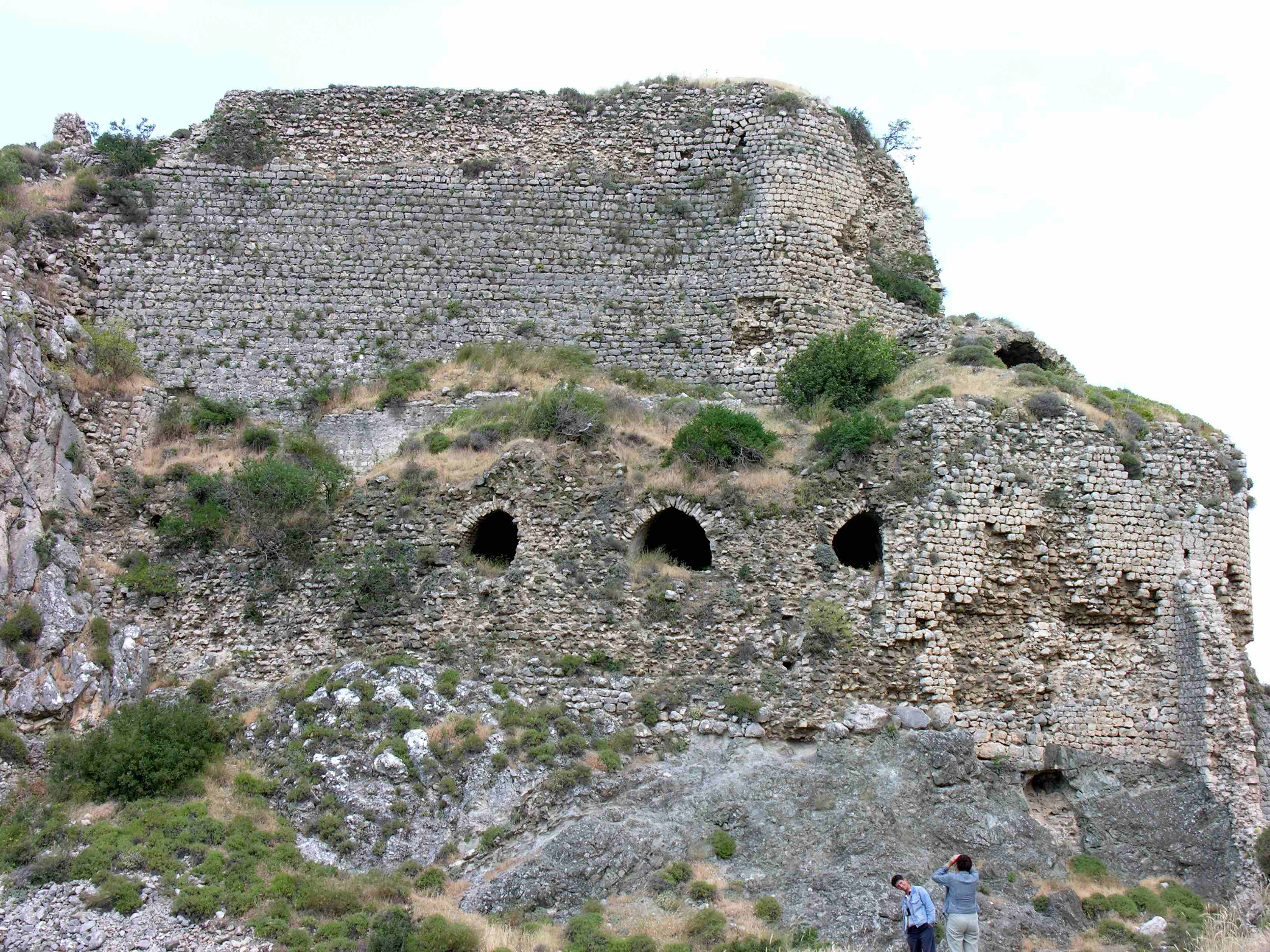
Le rovine di Bagras: la questione del possedimento di questa importante fortezza causò un lungo conflitto tra la Cilicia ed i Templari

Nel 1191 Leone catturò e ricostruì Bagras, una fortezza strategicamente importante che Saladino aveva assediato quando era retta dai Cavalieri Templari e che aveva distrutto prima di abbandonarla. Boemondo ordinò a Leone di restituirla ai Templari, ma Leone si rifiutò ritenendo che fosse suo diritto di conquista e che i Templari l'avevano perduta a loro tempo. Dopo che Boemondo ebbe fallito nell'includere la Cilicia nella sua tregua con Saladino nel 1192, Leone lo invitò a Bagras per iniziare i negoziati. Boemondo accettò l'offerta, ma Leone lo catturò e lo costrinse ad arrendergli Antiochia. Sebbene la nobiltà locale (imparentata perlopiù con quella armena) era ben disposta ad accettare il governo di Leone, gran parte della popolazione greca e latina formarono un comune ed impedirono ai soldati armeni di occupare Antiochia. La pace venne restaurata con la mediazione di Enrico I di Gerusalemme il quale persuase Leone e Boemondo a rinunciare le loro reciproche pretese di sovranità. L'occupazione di Leone di Bagras venne confermata. Il primogenito di Boemondo, Raimondo, sposò la nipote ed erede presunta di Leone, Alice. Raimondo morì all'inizio del 1197, ma la sua vedova diede alla luce un figlio postumo, Raimondo Rupeno. Il quasi sessantenne Boemondo III inviò alice e suo figlio in Armenia, dimostrando di non voler riconoscere il diritto di suo nipote a succedergli al trono di Antiochia.
Leone nel frattempo aveva riunito la chiesa armena in Cilicia a quella di Roma ed aveva riconosciuto la sovranità dell'imperatore Enrico IV del Sacro Romano Impero. L'inviato dell'imperatore, Corrado di Wittelsbach, arcivescovo di Magonza, presenziò all'incoronazione di Leone a primo re della Cilicia armena il 6 gennaio 1198. Corrado si recò ad Antiochia e persuase Boemondo ed i suoi baroni a giurare fedeltà al diritto di Raimondo Rupeno a ereditare il trono di Antiochia.
Il figlio minore di Boemondo III (zio di Raimondo Rupeno), Boemondo, conte di Tripoli, discusse la validità di questo giuramento. Egli espulse suo padre da Antiochia col supporto dei Templari, degli Ospitalieri e dei funzionari del comune alla fine del 1198. Tre mesi più tardi Leone invase il principato di Antiochia, costringendo il giovane Boemondo a permettere a suo padre di ritornare ad Antiochia. Papa Innocenzo III inoltre supportò la restaurazione di Boemondo III di Antiohia, ma, rispondendo alla richiesta dei Templari, egli iniziò anche a chiedere a Leone di restituire loro Bagras.

## La guerra

### La prima fase
Quando Boemondo III morì nell'aprile di quell'anno, Boemondo di Tripoli corse ad Antiochia, dove, dal momento che egli era il duca più vicino vivente, venne riconosciuto dalla popolazione locale come il legittimo erede di suo padre. I nobili che avevano reputato Raimondo Rupeno (unico figlio del primogenito di Boemondo III) quale legittimo principe, ripararono nel Regno di Cilicia. Boemondo riuscì a far convertire i Cavalieri templari dalla sua parte.
Leone continuò a supportare Raimondo Rupeno, fatto che aprì nuovi conflitti e nuovi teatri di guerra. Durante il conflitto, né Leone né Boemondo IV furono in grado di controllare il loro territorio (Cilicia e Tripoli rispettivamente) ed Antiochia nel contempo, per mancanza di forze. Az-Zahir Ghazi, l'emiro ayyubide di Aleppo ed i governanti selgiuchidi dell'Anatolia furono sempre pronti ad invadere la Cilicia, mentre i governanti ayyubidi di Hama e Homs controllarono i territori tra Antiochia e Tripoli, impedendo così alle truppe di Boemondo di muoversi tra i due stati crociati.
Poco dopo che Boemondo ebbe assediato Antiohia, anche Leone vi pose assedio per pressare la causa di Raimondo Rupeno, ma gli alleati di Boemondo, Az-Zahir Ghazi e Solimano II di Rum, razziarono la Cilicia, costringendo Leone a ritirarsi nel luglio del 1201. Egli inviò delle lettere a papa Innocenzo, informandolo della cooperazione di Boemondo coi governanti musulmani. Leone nuovamente invase Antiochia nel 1202, ma Amalrico, re di Gerusalemme e di Cipro, ed il legato papale, il cardinale Soffredo, mediarono la tregua. Dopo che Boemondo IV si fu rifiutato di riconoscere i diritti della Santa Sede di giudicare il caso della successione di Antiochia, Leone riprese la guerra. Cogliendo l'assenza di Boemondo, Leone entrò ad Antiochia l'11 novembre 1203, ma non fu in grado di assediarne la cittadella, difesa dalle truppe dei Templari e da quelli del comune. Az-Zahir Ghazi nuovamente invase la Cilicia, costringendo Leone a fare ritorno nel suo regno.
Renoardo di Nephin, che aveva sposato l'erede della Contea di Tripoli senza il consenso di Boemondo, insorse contro Boemondo alla fine del 1204. Spostò Boemondo verso i cancelli di Tripoli. Leone assediò le fortezze antiochene nei Monti Amani, le quali controllavano la strada per Antiochia. Pose assedio alla fortezza di Trapessac il 25 dicembre 1205, ma le truppe di Az-Zahir Ghazi lo sconfissero. Dopo aver schiacciato la rivolta di Reonardo di Naphin, Boemondo fece ritorno ad Antiochia, costringendo Leone a firmare una tregua di otto anni nell'estate del 1206.

### I conflitti con la chiesa
Un conflitto tra il legato papale, Pietro di Capua, ed il patriarca latino di Antiochia, Pietro d'Angoulême, che era divenuto sostenitore di Raimondo Rupeno, si concluse con la scomunica del patriarca. Sfruttando la situazione per avere la meglio sul proprio concorrente, Boemondo rimpiazzò Pietro d'Angoulême col patriarca greco-ortodosso d'Antiochia, Simeone II, grazie al supporto del comune di Antiochia all'inizio del 1207. Pietro d'Angoulême si riconciliò col legato, scomunicò Boemondo ed il comune, e quindi persuase alcuni nobili a rivoltarsi contro Boemondo, costringendolo a rifugiarsi nella cittadella. Leone entrò ad Antiochia, ma Boemondo raccolse le sue forze e sconfisse le armate degli armeni. Pietro d'Angoulême venne catturato e morì di sete in prigione.
Il sultano ayyubide, Al-Adil I, razziò la contea di Tripoli, creando l'opportunità per Leone di saccheggiare le terre attorno ad Antiochia nel 1208. Boemondo persuase Kaykaus I, sultano di Rum, ad invadere la Cilicia, costringendo Leone a ritirarsi da Antiochia. Papa Innocenzo incaricò Alberto Avogadro, patriarca latino di Gerusalemme, di mediare la pace. Avogadro, che era alleato dei Templari, chiese a Leone di restituire Bagras a loro. Nel tentativo di rinnovare la tregua, Leone obbedì alla richiesta del legato, promettendo di ritirarsi da Bagras.
Leone ruppe la promessa poco dopo e si rifiutò di restituire Bagras ai Templari. Egli decise inoltre di terminare l'unione tra la chiesa armena e quella di Roma. Sull'altro fronte, egli garantì delle fortezze in Cilicia ai Cavalieri Teutonici. Egli inoltre organizzò il matrimonio tra Raimondo Rupeno e Helvis, sorella di Ugo I di Cipro Leone assaltò una carovana che stava trasportando provviste per i Templari nel 1211. Nella schermaglia, Guillaume de Chartres, Gran Maestro dell'Ordine dei Templari, venne seriamente ferito. La notizia dell'azione di Leone scioccò papa Innocenzo, il quale proibì a tutti i governanti cristiani di assistere Leone e ordinò a Giovanni di Brienne, Re di Gerusalemme, di intervenire in favore dei Templari. Giovanni inviò cinquanta cavalieri nella Siria settentrionale per combattere contro Leone. Leone per risposta espulse tutti i sacerdoti di origine latina dalla Cilicia e diede rifugio al patriarca ortodosso Simeone il quale era stato cacciato da Antiochia. Ordinò a Raimondo Rupeno di saccheggiare la regione di Antiochia nel 1212.
Papa Innocenzo, che aveva proclamato una nuova crociata nel 1213, era intenzionato a persuadere Leone ad assistere i crociati. In quello stesso anno, Leone rinunciò a tutti i possedimenti che aveva conquistato ai Templari, ma mantenne comunque il controllo di Bagras. Giovanni di Brienne sposò la figlia di Leone, Stefania nel 1214. Durante il medesimo periodo, la posizione di Boemondo si indebolì. Il suo tentativo di vendicarsi degli Assassini per l'uccisione del figlio primogenito Raimondo, lo portò in conflitto col suo vecchio alleato, Az-Zahir Ghazi di Aleppo.

### Raimondo Rupeno ad Antiochia

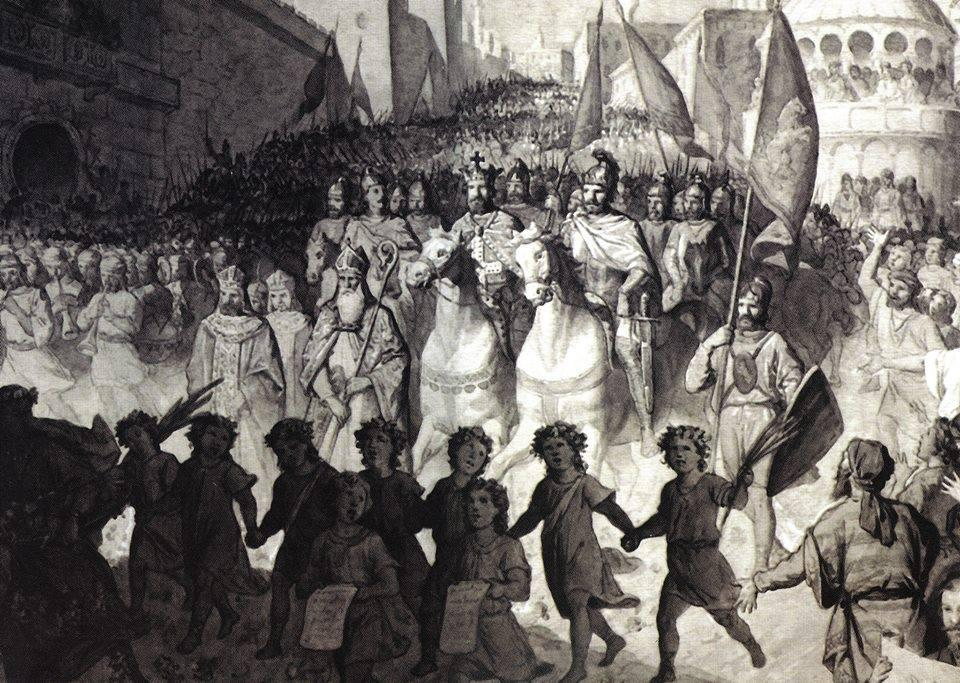
L'entrata trionfante di Leone il Magnifico ad Antiochia, dipinto di Giuliano Zasso, 1885

Col supporto di Leone, Raimondo Rupeno iniziò a trovare nuovi alleati, promettendo terre agli Ospitalieri ed ai nobili antiocheni, incluso Acario di Sermin, capo del comune. Cogliendo l'occasione dell'assenza di Boemondo IV, Leone ed il suo esercito entrarono ad Antiochia durante la notte del 14 febbraio 1216. Alcuni giorni dopo, i Templari, che avevano il controllo della cittadella, si arresero senza combattere. Il patriarca latino di Antiochia, Pietro di Ivrea, consacrò Raimondo Rupeno principe. Dopo che il suo protetto ebbe assediato il principato di Antiochia, Leone restaurò Bagras ai Cavalieri Templari. Durante l'assenza di Leone, Kaykaus I catturò i forti armeni a nord dei Monti Tauri.
Dopo aver trovato vuoto il tesoro di Antiochia, Raimondo Rupeno incrementò la tassazione, fatto che lo rese estremamente impopolare tra i suoi sudditi. Egli inoltre si rifiutò di assistere Leone contro i selgiuchidi. Nel 1217, Raimondo Rupeno tentò di catturare Leone, ma i Templari lo assistettero nel fuggire in Cilicia. Boemondo visitò Giovanni, re di Gerusalemme, ad Acri nell'autunno del 1217. Giovanni riconobbe Boemondo come legittimo principe di Antiochia l'anno successivo, ma non gli fornì assistenza militare.
I cittadini ed i nobili di Antiochia si rivoltarono contro Raimondo Rupeno. Il loro capo, William Farabel, persuase Boemondo a ritornare in città. Dopo l'arrivo di Boemondo, Raimondo Rupeno dapprima cercò rifugio presso la cittadella ma ben presto si portò in Cilicia, garantendo la cittadella agli Ospitalieri. Raimondo Rupeno non poté più riottenere Antiochia, dal momento che la guerra stava ormai volgendo ad un «inaspettato e sorprendente esito».

## Conseguenze
Leone stava ormai morendo quando Raimondo Rupeno si portò in Cilicia. Leone non dimenticò il suo pronipote e concesse la Cilicia a sua figlia di cinque anni, Isabella, nel maggio del 1219. Sia Raimondo Rupeno (nipote del fratello di Leone, Rupeno) che Giovanni, re di Gerusalemme (marito della figlia primogenita di Leone, Stefania) si rifiutarono di accettare le ultime volontà di Leone, pretendendo ciascuno la Cilicia per sé. Il conflitto durò ancora decenni ed indebolì ulteriormente il dominio degli stati cristiani nella Siria settentrionale.